# Tom Armstrong
Pour les articles homonymes, voir Tom Armstrong (dessinateur) et Armstrong.

a Compétitions nationales et continentales officielles uniquement.

Tom Armstrong, né le 12 septembre 1989 à St Helens (Merseyside), est un joueur de rugby à XIII anglais évoluant au poste d'ailier dans les années 2000 et 2010. En club, il a débuté en 2009 à St Helens RLFC en Super League où il y a pour l'instant effectué toute sa carrière sportive.